# Westley Gough
Westley Gough (4 mei 1988) is een Nieuw-Zeelands voormalig baan- en wegwielrenner. Hij behaalde zijn grootste successen op de ploegenachtervolging.

## Carrière
In 2005 won Gough de ploegenachtervolging op het Wereldkampioenschap baanwielrennen voor junioren. Een jaar later werd hij Nieuw-Zeelands kampioen op de scratch en de 1km tijdrit bij de junioren en won hij een zilveren medaille op de ploegenachtervolging en de achtervolging op het WK voor junioren. Gough nam deel aan de Olympische Zomerspelen van 2008 in Peking waar hij met de Nieuw-Zeelandse een derde plaats behaalde op de ploegenachtervolging. In 2010 behaalde hij een tweede plaats op de ploegenachtervolging tijdens de Gemenebestspelen. Gough won in 2011 het Nieuw-Zeelands kampioenschap tijdrijden voor elite. In 2012 won hij opnieuw een bronzen medaille op de ploegenachtervolging tijdens de Olympische Zomerspelen.

## Palmares

### Baanwielrennen
| Jaar     | N-ZK                                              | OK                                      | WK                                   | Overig                                                                 |
| Junioren | Junioren                                          | Junioren                                | Junioren                             | Junioren                                                               |
| -------- | ------------------------------------------------- | --------------------------------------- | ------------------------------------ | ---------------------------------------------------------------------- |
| 2005     |                                                   |                                         | ploegenachtervolging                 | Oceanische spelen: achtervolging                                       |
| 2006     | scratch, 1km tijdrit · puntenkoers, achtervolging | achtervolging · ploegenachtervolging    |                                      |                                                                        |
| Elite    |                                                   |                                         |                                      |                                                                        |
| 2007     |                                                   | ploegenachtervolging · koppelkoers      |                                      |                                                                        |
| 2008     |                                                   |                                         |                                      | Olympische Spelen: ploegenachtervolging                                |
| 2009     |                                                   | ploegenachtervolging                    | ploegenachtervolging                 |                                                                        |
| 2010     | omnium, 1km tijdrit                               |                                         | ploegenachtervolging                 | Gemenebestspelen: ploegenachtervolging · WB Cali: ploegenachtervolging |
| 2011     |                                                   | omnium · ploegenachtervolging · scratch |                                      |                                                                        |
| 2012     | puntenkoers, 1km tijdrit · achtervolging          |                                         | achtervolging · ploegenachtervolging | Olympische Spelen: ploegenachtervolging                                |
| 2013     |                                                   |                                         |                                      |                                                                        |
| 2014     |                                                   | ploegenachtervolging · achtervolging    |                                      |                                                                        |

### Wegwielrennen
2008
 Nieuw-Zeelands kampioenschap tijdrijden voor belofte
1e etappe Ronde van Southland (ploegentijdrit)
 Nieuw-Zeelands kampioenschap criterium
2010
 Nieuw-Zeelands kampioenschap tijdrijden voor belofte
2011
 Nieuw-Zeelands kampioenschap tijdrijden voor elite
5e etappe Ronde van Wellington
2012
Proloog Ronde van Savoie-Mont Blanc
2013
 Nieuw-Zeelands kampioenschap tijdrijden voor elite

## Ploegen
- 2010 –  Team Sprocket (stagiair)
- 2011 –  Subway Cycling Team
- 2012 –  Subway Cycling Team
- 2014 –  Team Budget Forklifts
- 2015 –  Team Budget Forklifts

Barry · Gough · Horgan · Kerrison · Nankervis · Prete · Roe · Simpson · Talbot · Vink · Williams · Witmitz · Wohler